# Summer Rose
Summer Rose är en amerikansk rocksångerska. Summer släppte albumet Big Mouth år 2006. Samma år vann hon och hennes band såväl "Independent Superstar of the Year" vid L.A. Music Awards, som "Best New Band" vid Rock City Music Awards.